# Sakavand
Sakavand (en persan : اسحاقوند, Esḥāqvand), est un village d'Iran situé dans la province du Kermanshah au sud-ouest de Harsin (en persan : هرسين). Il abrite un site rupestre achéménide tardif.

## Le site rupestre
Le site de Sakavand, également appelé Deh-e Now (en kurde : Di Nū ; en persan : ده‌نو, « village neuf »), est situé à environ 25 km au sud de Behistun, site emblématique des achéménides. Il s’agit d’un groupe de trois tombes rupestres taillées dans une façade rocheuse. De petite taille, souvent de celle d’un homme, ce type de tombe est commun en Médie, et surtout en Fars, et est qualifié également d’osthéotèque (ossuaire). Ce groupe de trois tombes se trouve sur les pentes d'un rocher isolé connu localement sous le nom de Farhād-taš (le rocher de Farhād). Farhād est un personnage de la légende et de la littérature persane. Il est présenté comme le rival du souverain sassanide Khosro Parviz (règne 590-628) pour l'amour de la belle princesse arménienne Chirin,. C'est une adaptation d'un récit de l'historien persan Tabari : 

« Parwîz (Khosro Parviz) possédait une jeune fille nommée Schîrîn, une jeune fille grecque, qui surpassait en beauté toutes les femmes de Roum et de Turkestân... C'est de cette femme que fut amoureux Ferhâd, que Parwîz punit en l'envoyant extraire des pierres à Bisoutoun. »

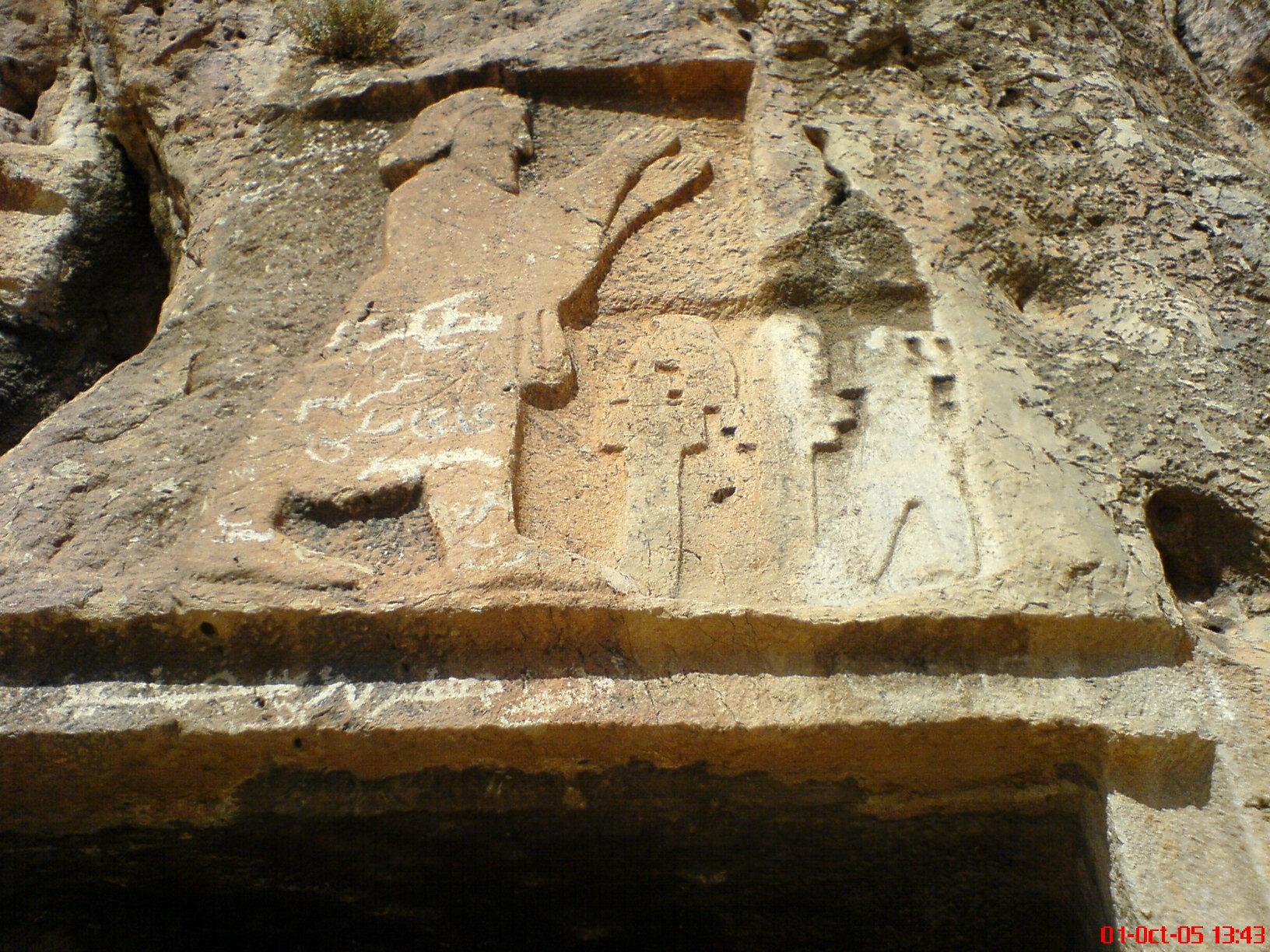
Le bas-relief de l'homme en prière au-dessus de l'entrée de la tombe centrale.

La tombe centrale est surplombée par un relief qui semble avoir été réalisé en deux temps : un premier personnage, 1,87 m de haut, nu-tête et vêtu d’une longue robe évoquant une tenue élamite est représenté en prière bras levés à gauche, puis un ensemble a été ajouté par la suite à la droite, à demi-échelle du relief initial, qui comprend de gauche à droite un brûle-encens, un autel du feu, puis un second personnage également en prière. Ce sujet tient à la main un objet mal défini, qui pourrait être un crochet avec lequel il avive le feu. Il est coiffé d’un bashlik (bonnet achéménide pointu orné de rubans à l’arrière). 
Les reliefs post-achéménides, également appelés achéménides tardifs, correspondent à des panneaux rupestres dont la date d’exécution est controversée. Ils ont initialement attribués aux Mèdes par Roman Ghirshman du fait de leur localisations correspondant à l’ancienne Médie ou du style vestimentaire mède. Ces reliefs ont été plus probablement sculptés aux IVe et IIIe siècles av. J.-C., à la fin de la période achéménide, ou au début de l’ère séleucide, voire parthe. L’autorité des Séleucides s’exerçait en réalité plutôt en Syrie, en haute Mésopotamie, et en Asie mineure. Elle ne s’étendait que dans la partie Ouest de l’Iran, aux villes situées sur les routes principales. Plusieurs provinces ainsi que la plupart des campagnes échappaient donc au pouvoir grec. Les reliefs réalisés à cette époque ont donc gardé une facture achéménide, et ne comporte aucune trace d’influence hellénistique. Leur exécution est techniquement fruste, attestant d’un caractère « provincial » qui les différencie clairement de l’art officiel royal achéménide en vigueur depuis Darius Ier jusqu’à la chute du premier empire perse. 
Dans ce cas, le port par le personnage principal d'un vêtement élamite plaide pour une datation faisant remonter le relief initial à la fin de l'empire achéménide, ou l'époque ayant suivi immédiatement sa chute.
Une quatrième tombe se trouve dans les environs creusée dans une falaise qui domine de 50 m la rive gauche de la rivière au lieu-dit Oṭāq-e Farhād (La chambre de Farhād) près du villa de Sorḵa-deh. Elle est semblable aux deux tombes de Farhād-taš qui ne possèdent pas de bas-relief. Le creusement de cette tombe semble ne pas avoir été achevé.